# Burg Peñafiel

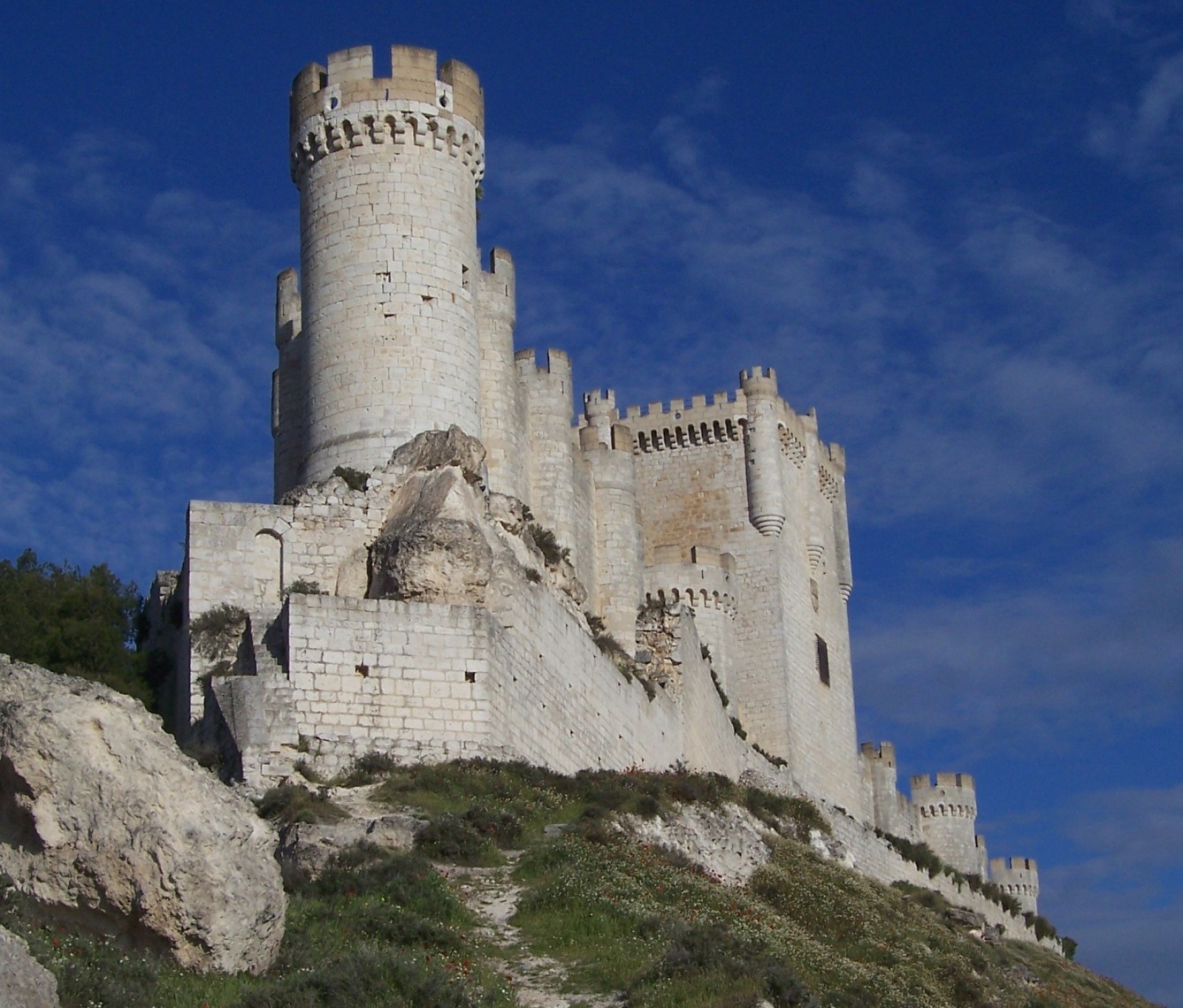
Burg Peñafiel, Rückseite

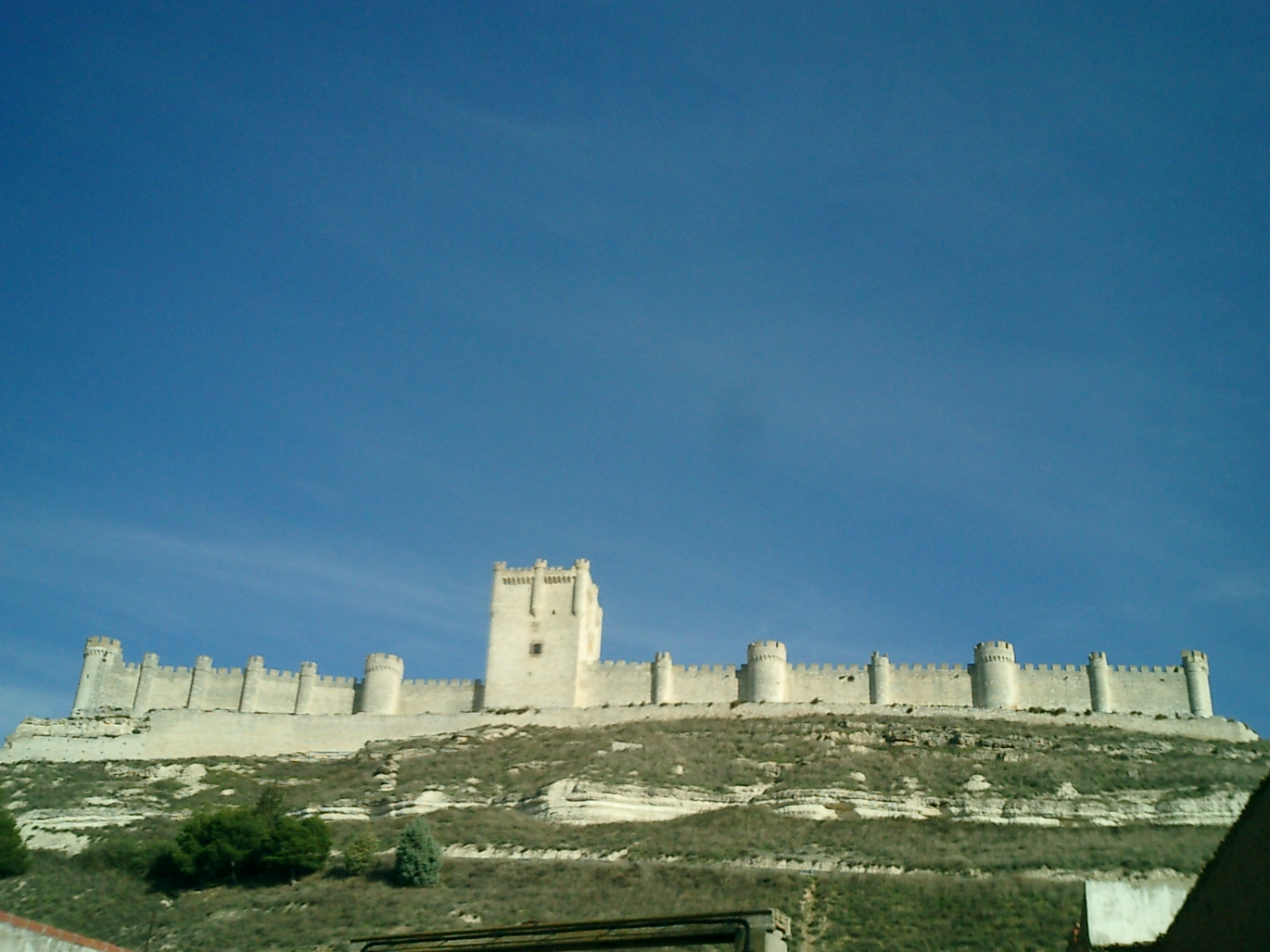
Burg Peñafiel, Seitenansicht

Die Burg Peñafiel ist eine Burg aus dem 11. Jahrhundert und liegt auf einem Bergrücken in der spanischen Gemeinde Peñafiel (Provinz Valladolid) über dem Tal des Río Duratón, der etwa zwei Kilometer weiter nördlich in den Río Duero einmündet, der seinerseits über Jahrhunderte die Grenze zwischen dem muslimisch besetzten Süden und dem christlichen Norden der Iberischen Halbinsel bildete. Peñafiel war etwa ein Jahrhundert lang bis zur Eroberung Toledos im Jahr 1085 durch Alfons VI. und noch etliche Jahre darüber hinaus die einzige große Festungsanlage der Christen südlich des Duero.

## Geschichte
Der Bergrücken war schon in der Antike durch die Römer befestigt worden. Später entstand im muslimischen Al-Andalus die erste Burg, die im Jahre 943 urkundlich erwähnt wird. Sancho García, Graf von Kastilien, eroberte die Burg im Jahr 1013 und begann unverzüglich mit der Wiederbesiedelung (repoblación) der Stadt unterhalb der Burg. Er soll, nachdem er die Burg von den Mauren erobert hatte, mit erhobenem Schwert ausgerufen haben: „Dies soll der treue Felsen (spanisch peñafiel) von Kastilien sein“.
Die heutige Burg wurde jedoch erst im 14. Jahrhundert vom Infanten Don Juan Manuel errichtet, der später einige der wichtigsten Stücke der mittelalterlichen spanischen Literatur verfasste. Die endgültige Fertigstellung erfolgte im Jahr 1466 durch Don Pedro Girón, dem damaligen Vorsteher des Calatrava-Ordens. König Alfons X. war häufig Gast auf der Burg.

## Architektur
Die Burg Peñafiel liegt auf einem langgestreckten, aber schmalen Bergrücken; daher ist die Burg an der breitesten Stelle nur 23 Meter breit, aber 210 Meter lang. Die Enden der mit Wehrgängen versehenen Mauern laufen an zwei Stellen spitz zusammen. An ihrem Treffpunkt steht jeweils ein massiver Rundturm. Jede Seite der Anlage besitzt zwölf zinnenbewehrte Türme mit Pechnasen. Auch entlang der Mauer finden sich massive Zinnen. Zwei weitere Türme sichern das Haupttor. Die Anlage wird durch eine Mauer in ihrer Mitte in einen östlichen und einen westlichen Bereich unterteilt, wodurch ein Zwinger entstand. Durch das Tor eindringende Feinde konnten so von allen Seiten mit Pfeilen oder anderen Wurfgeschossen überschüttet werden.
Wie die Brücke eines Schiffes ragt an der breitesten Stelle der 34 Meter hohe Donjon (torre de homenaje) empor. Acht Erkertürmchen mit Zinnen und Pechnasen sichern ihn zusätzlich. Als zusätzliche Sicherungsmaßnahme ist die Anlage durch einen rund herum laufenden Trockengraben umgeben; die Burg ließ sich so nur über eine gut zu verteidigende Brücke erreichen.